# Oktanzahl

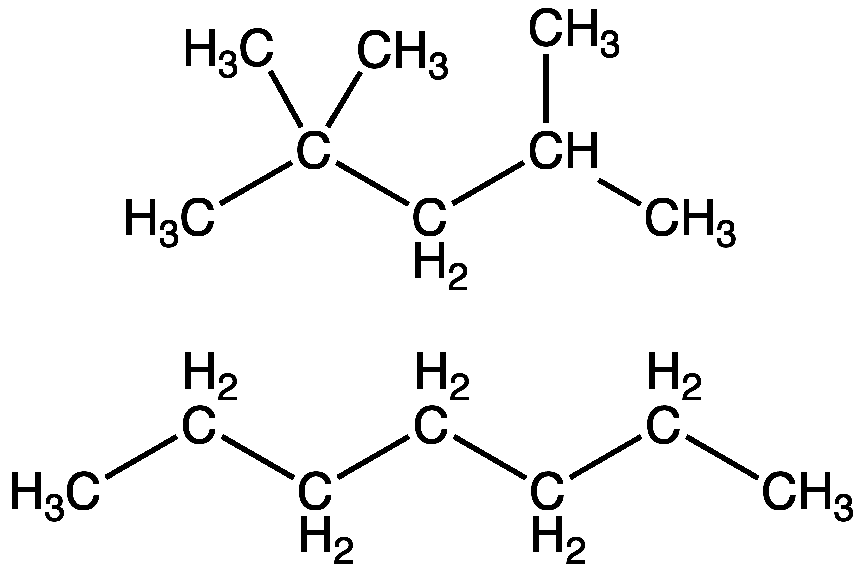
2,2,4-Trimethylpentan oder Isooktan mit Oktanzahl 100 (oben) und n-Heptan mit Oktanzahl 0 (unten)

Die Oktanzahl definiert ein Maß für die negative Zündungswilligkeit und steht damit für die Klopffestigkeit eines Ottokraftstoffes bzw. Motorenbenzins. Der Zahlenwert der Oktanzahl bis 100 gibt an, wie viel %-Volumenanteil zündhemmendes Isooktan C8H18 (ROZ = 100) sich in einer Mischung mit zündwilligem n-Heptan C7H16 (ROZ = 0) befinden muss, damit diese die gleiche Klopffestigkeit (in einem Prüfmotor nach ROZ oder MOZ) aufweist wie der zu prüfende Kraftstoff. Zum Beispiel würde eine Oktanzahl von ROZ = 95 (umgangssprachlich: 95 Oktan) eines Benzins bedeuten, dass dessen Klopffestigkeit einem Gemisch aus 95 Vol.-% Isooktan und 5 Vol.-% n-Heptan entspricht.

## Allgemeines
Es gibt viele Stoffe, wie einige Aromaten, Erdgas und Flüssiggas, die eine Oktanzahl größer als 100 aufweisen. Messtechnisch sind diese jedoch schwer zu erfassen, da das Referenzsystem mit Isooktan nur bis zur Oktanzahl 100 definiert ist. Oktanzahlen größer als 100 müssen daher extrapoliert werden. Die Oktanzahl über 100 ROZ/MOZ entspricht der Oktanzahl einer Mischung aus iso-Oktan und Tetraethylblei (TEL); dabei ist die Oktanzahl des Gemisches einem bestimmten Volumenanteil an TEL im iso-Oktan zugeordnet. Diese Zuordnung erfolgt nach der in DIN 51756 Teil 1 festgelegten Tabelle. Sie kann nicht, wie bei der Oktanzahl bis 100, direkt aus dem Mischungsverhältnis des Bezugskraftstoffes abgelesen werden. In diesem Zusammenhang wird auch der Begriff Blendoktanzahl verwendet; in der Luftfahrt eher die Leistungszahl, letzter angegeben als zweiteiliger „Bruch“ wie beispielsweise 115/145, welches bedeutet, dass der hier verwendete Kraftstoff bei magerem Gemisch eine Leistungszahl von 115, bei fettem Gemisch eine Leistungszahl von 145 besitzt.

Abhängigkeit der Oktanzahl (ROZ) von der Zündtemperatur

Isooktan ist klopffest, n-Heptan verursacht schnell das sogenannte Klopfen beim Motor. Grund dafür ist, dass das n-Heptan unkontrolliert schon beim Verdichtungsvorgang durch die Verdichtungswärme im Zylinder zündet. Isooktan kann stark verdichtet werden, ohne dass es zur Selbstzündung kommt. Beim Ottomotor soll das Benzin-Luft-Gemisch durch einen Zündfunken gezündet werden und mit definierter Flammfront abbrennen (bei der Weiterentwicklung des Ottomotors mit homogener Kompressionszündung entfällt teilweise der Zündfunken).
Man kann zwischen verschiedenen Oktanzahlen unterscheiden:
- ROZ – Research-Oktanzahl
- MOZ – Motor-Oktanzahl
- SOZ – Straßen-Oktanzahl
- FOZ – Front-Oktanzahl, oft auch mit ROZ100 °C bezeichnet

Im internationalen Bereich wird statt der Abkürzung „Z“ für „Zahl“ durchweg der Buchstabe „N“ für das englische number verwendet. Aus ROZ wird dadurch RON – die anderen Bezeichnungen ändern sich entsprechend.
In Deutschland wird gängig an den Tanksäulen für PKW neben der Kraftstoffbzeichnung auch die ROZ angegeben, in anderen Ländern ist die Kennzeichnung über die MOZ gängiger.
Es gibt keinen Umrechnungsfaktor von MOZ auf ROZ, der Unterschied beträgt etwa 10, außer bei Normalbenzin. Es haben die Kraftstoffe folgende Oktanzahlen:
| Bezeichnung | ROZ | MOZ  |
| ----------- | --- | ---- |
| Normal      | 91  | 82,5 |
| Super       | 95  | 85   |
| Super Plus  | 98  | 88   |

Siehe ausführlicher im Abschnitt Oktanzahl von Ottokraftstoffen.

## Oktanzahl, Wirkungsgrad und Bleizusatz
Die Erhöhung der Oktanzahl ging einher mit der Weiterentwicklung der Verbrennungsmotoren. Früher wurde das Rohbenzin/Naphtha, so wie es bei der Primärdestillation anfällt, als Kraftstoff eingesetzt. Die nach dem Ersten Weltkrieg entwickelten Motoren hatten eine immer größere Verdichtung, weil sich auf diese Weise der Wirkungsgrad des Motors und damit dessen spezifische Leistung vergrößern ließ. Die größeren Temperaturen durch hohe Verdichtung provozierten jedoch ein unkontrolliertes Abbrennen des Kraftstoffs, was zum unerwünschten und mechanisch problematischen Motorklopfen führte. Deshalb wurden Wege gesucht, die Klopffestigkeit der Kraftstoffe, also deren Oktanzahl, zu erhöhen.
Eine technische Lösung des Problems wurde 1922 von Thomas Midgley, Jr. gefunden, der unter Charles Kettering bei General Motors tätig war – der Zusatz von Tetraethylblei zum Kraftstoff. Es wurde seitdem in den USA, und von 1936 bis 1996 in Deutschland Ottokraftstoffen Tetraethylblei zugesetzt. Das Blei verhindert unter anderem als Radikalfänger eine unkontrollierte Selbstentzündung des Kraftstoff-Luftgemisches bei der Verdichtung. Außerdem hat es eine Schmierwirkung für die Ventilsitze.
1922 war die giftige Wirkung von Bleiverbindungen schon bekannt, und es entzündete sich ein heftiger Streit darüber Mitte der 1920er Jahre in den USA. Letztendlich konnten sich die Industrie-Interessen jedoch durchsetzen, wobei fragwürdige, manipulative Methoden angewendet wurden.
Erst viel später kehrte das Bewusstsein um die Gesundheitsschädlichkeit des Bleizusatzes zurück in die Debatte. In der DDR waren bereits maximal 0,04 % Tetraethylblei-Gehalt zulässig, was ein strengerer Grenzwert als damals in Westdeutschland (0,06 %) und den USA (0,08 %) war. In der Bundesrepublik Deutschland wurde ab 1971 der Bleigehalt des Benzins gesetzlich auf 0,4 g/l begrenzt, später auf 0,15 g/l. Ab 1984 wurde kurz vor Einführung von Abgas-Katalysatoren bleifreies Benzin angeboten, weil die Bleizusätze die Katalysatoren unwirksam gemacht hätten. Schließlich wurde am 1. Januar 2000 verbleites Benzin in der Europäischen Union generell verboten. Es gab kaum noch Fahrzeuge, deren Ventilsitze für Blei im Kraftstoff ausgelegt waren.
Die unterschiedliche Oktanzahl der an den Tankstellen erhältlichen Kraftstoffe kommt durch die unterschiedliche Verwendung der in einer Erdölraffinerie produzierten Komponenten zustande. So enthält Superbenzin mehr hochwertige Komponenten als Normalbenzin. Die Herstellung hochwertiger Komponenten erfordert im Allgemeinen höhere Kosten, hochoktanige Benzinsorten sind deshalb teurer.
Oft wird Methyl-tertiär-butylether (MTBE) zur Erhöhung der Klopffestigkeit zugegeben, erlaubt sind bis zu 15 %vol. Wegen schlechter Abbaubarkeit in Wasser ist MTBE als wassergefährdend (WGK 1 = schwach wassergefährdend) eingestuft. In etlichen Staaten der USA ist MTBE bereits wieder aus dem Benzin „verbannt“ worden.
Heutzutage wird immer öfter Ethyl-tertiär-butylether (ETBE) eingesetzt. ETBE bietet gegenüber MTBE aufgrund seines höheren Siedepunkts einige Vorteile und ist, da es unter anderem aus Bio-Ethanol gewonnen wird, als Kraftstoffkomponente steuerlich interessant. Wie MTBE hat auch ETBE den Nachteil, dass es sich im Grundwasser nur schlecht abbauen lässt.

## Geschichte
Seit etwa 1912 wurde das unregelmäßige Zünden bei Motoren beobachtet. Das Geräusch wurde als „Klopfen“ bezeichnet, welches den Motor dann auch schnell zerstörte. Zunächst wurden als Ursache die neuen batteriebetriebenen, elektrischen Zündanlagen angenommen. Bei genaueren Untersuchungen stellte sich heraus, dass das Klopfen mit der Kompressionsrate zusammenhing, welche die Motoringenieure erhöhten, um mehr Leistung zu erzielen (Zusammenhang zwischen Zündtemperatur des Kraftstoffs und der Temperaturerhöhung des Kraftstoffs während der Reduktion des Volumens beim Verdichten, siehe Boylesches Gesetz). Es wurden verschiedene Messmethoden probiert, aufgrund der vielen Variablen (Kraftstoffzusammensetzung, Zündzeitpunkt, Verdichtung, Motortemperatur, Zylinderbauweise …) setzte sich allerdings keines der Messverfahren durch.
1927 kam Graham Edgar auf die Idee, dass man Reinstoffe als Referenzsysteme verwenden könnte. Man benötigte zwei Stoffe (einen stark klopfenden mit niedriger Zündtemperatur und einen klopffesten mit hoher Zündtemperatur), welche in großer Reinheit und ausreichenden Mengen hergestellt werden konnten. Des Weiteren sollten diese beiden Stoffe recht ähnliche Eigenschaften aufweisen (Schmelz- und Siedepunkt, Dichte und Verdampfungseigenschaften). n-Heptan konnte destillativ in großer Reinheit gewonnen werden und hatte sehr schlechte Klopfeigenschaften. 2,2,4-Trimethylpentan („Iso-Oktan“) konnte durch Anlagerung von Isobuten an Isobutan synthetisiert und destillativ gereinigt werden und hatte sehr gute Klopfeigenschaften.
Die damals erhältlichen Kraftstoffe hatten Klopfverhalten, welche durch Gemische von 40:60 bis 60:40 an i-Oktan:n-Heptan dargestellt werden konnten. Sie ließen sich mit diesem System also gut charakterisieren. Damit hatte das normale Autobenzin vor 1930 Oktanzahlen von 40 bis 60, konnte jedoch durch hohe Zugaben von „Kartoffelsprit“ oder Benzol beziehungsweise Beigaben von „Bleitetraäthyl“ oder Eisencarbonylen „kompressionsfester“ gemacht werden.

## Oktanzahlen

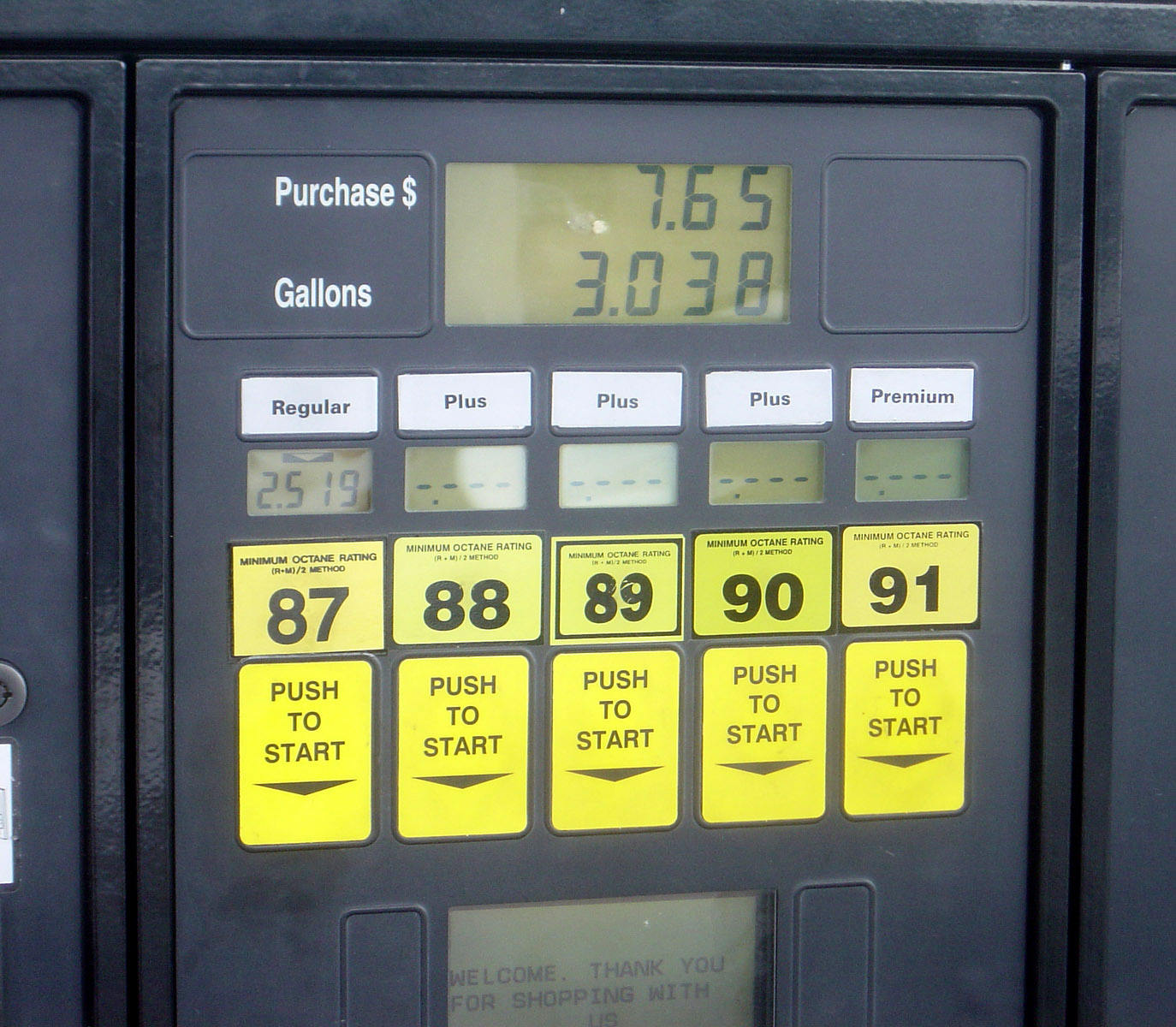
Zapfsäule in den USA mit fünf Benzinsorten (Oktanzahl als AON angegeben)

In Europa wird an den Tankstellen meist als „Zapfsäulen-Oktanzahl“ die ROZ („Researched Oktanzahl“) angegeben, in den USA dagegen meist die AON (Average Octane Number). Die AON ist der Durchschnitt aus ROZ und MOZ: {\displaystyle {\tfrac {ROZ+MOZ}{2}}}. Da die ROZ-Werte höher als die von MOZ oder AON und dazu noch einfacher zu berechnen sind, hat sich an den europäischen Tankstellen die ROZ durchgesetzt.

### Researched(Erforschte)Oktanzahl (ROZ)
Die ROZ wird mit dem Einzylinder-CFR-Prüfverfahren ermittelt (auch RON Research Octane Number).
Sowohl die MOZ als auch die ROZ werden im CFR-Motor (veränderliches Verdichtungsverhältnis) durch Vergleich mit einem Bezugskraftstoff aus Isooktan (OZ = 100) und Normalheptan (OZ = 0) ermittelt. Der Volumenanteil an Isooktan des Bezugskraftstoffes, der die gleiche Klopfintensität hat wie der zu prüfende Kraftstoff, ist dessen Oktanzahl. Die MOZ ist meist niedriger als die ROZ, da sie bei höherer Drehzahl und Gemischvorwärmung auf ca. 149 °C (300 °F) ermittelt wird.
Die nach der Research-Methode (DIN EN ISO 5164) ermittelte ROZ soll das Klopfverhalten bei geringer Motorlast und niedrigen Drehzahlen beschreiben.

### Motor-Oktanzahl (MOZ)
Die mit der Motor-Methode (DIN EN ISO 5163) ermittelte „Motor-Oktanzahl“ soll das Verhalten bei hoher Motorlast und hoher thermischer Belastung beschreiben. Hier werden beim Norm-Motor härtere Bedingungen angelegt, nämlich statt 600 nun 900 Umdrehungen pro Minute, eine automatisch verstellbare Zündeinstellung sowie eine Gemischvorwärmung auf immerhin 149 °C. Dadurch ist die MOZ immer kleiner oder gleich der ROZ.
Oktanzahlen werden im CFR-Motor oder BASF-Motor durch Vergleich mit einem Bezugskraftstoff aus Isooktan (OZ = 100) und Normalheptan (OZ = 0) ermittelt. Der Volumenanteil Isooktan des Bezugskraftstoffes, der die gleiche Klopfintensität hat wie der zu prüfende Kraftstoff, ist dessen Oktanzahl.
Die Differenz zwischen ROZ und MOZ wird als „Empfindlichkeit“ (sensitivity) bezeichnet und bringt die Temperaturabhängigkeit der Oktanzahl zum Ausdruck. Eine hohe Empfindlichkeit bedeutet, der Kraftstoff reagiert empfindlich auf höhere thermische Belastung.

### Straßenoktanzahl (SOZ)
Die Vergleichswerte werden unter realistischen Bedingungen auf der Straße gemessen. Dabei geht man an die Leistungsgrenze des Kraftstoffs: gleichbleibend hohe Drehzahl bei Vollgas. Damit der SOZ-Wert vergleichbar ist, unterliegt er einer Norm.

### Front-Oktanzahl (FOZ)
Die FOZ beschreibt die Oktanzahl der bis ca. 100 °C siedenden Komponenten des Kraftstoffs. Es wird dabei die Research-Oktanzahl der bis 100 °C verdampften Komponenten des Kraftstoffs ermittelt (daher auch die Bezeichnung ROZ100 °C). Die FOZ beschreibt somit das Verhalten des Kraftstoffs bei niedrigen Motortemperaturen kurz nach dem Starten des Motors (Kaltstartverhalten).

## Oktanzahlen einiger Reinstoffe
| Technischer Name | Chemischer Name                   | ROZ  | MOZ  | Anmerkung                  |
| ---------------- | --------------------------------- | ---- | ---- | -------------------------- |
| Heptan           | Heptan, auch n-Heptan             | 0    | 0    | definitionsgemäß           |
| Isooktan         | 2,2,4-Trimethylpentan             | 100  | 100  | definitionsgemäß           |
| Butan            | Butan, auch n-Butan               | 93,4 | 90,1 | andernorts ROZ 105 bis 111 |
| Isobutan         | Methylpropan                      | 102  | 98   |                            |
| Pentan           | Pentan, auch n-Pentan             | 61,8 | 63,2 | [ 7 ]                      |
| Isopentan        | 2-Methylbutan                     | 92,3 | 90,3 | [ 7 ]                      |
| Neopentan        | 2,2-Dimethylpropan                | 86   | 80   |                            |
| Cyclopentan      |                                   | 103  | 86   |                            |
| Hexan            | Hexan, auch n-Hexan               | 24,8 | 26,0 | [ 7 ]                      |
| Isohexan         | 2-Methylpentan                    | 73,4 | 73,5 | [ 7 ]                      |
|                  | 3-Methylpentan                    | 74   | 74   |                            |
| Neohexan         | 2,2-Dimethylbutan                 | 94   | 93   |                            |
| Diisopropyl      | 2,3-Dimethylbutan                 | 102  | 101  |                            |
| Cyclohexan       |                                   | 83   | 77   |                            |
| Benzol           | Benzol                            | 99   | 91   | [ 7 ]                      |
| Toluol           | Methylbenzol                      | 124  | 112  | [ 7 ]                      |
| Xylol            | o-Xylol                           | 120  | 102  | [ 7 ]                      |
| Xylol            | m-Xylol                           | 145  | 124  | [ 7 ]                      |
| Xylol            | p-Xylol                           | 146  | 127  | [ 7 ]                      |
| Ethylbenzol      | Ethylbenzol                       | 124  | 107  | [ 7 ]                      |
| Ethanol          |                                   | 130  | 96   | [ 7 ]                      |
| MTBE             | tert-Butylmethylether             | 118  | 100  | [ 7 ]                      |
| ETBE             | tert-Butylethylether              | 118  | 102  | [ 7 ]                      |
| Dicyclopentadien | Tricyclo[5.2.1.02,6]deca-3,8-dien | 229  | 167  |                            |

## Oktanzahlbedarf eines Ottomotors
Der Oktanzahlbedarf beschreibt den Bedarf an Klopffestigkeit des Kraftstoffes eines Motors, damit es nicht zu ungewollten Selbstzündungen kommt. Der Oktanzahlbedarf hängt dabei von den Betriebsbedingungen des Motors (Drehzahl, Temperatur, Brennraumgeometrie, Verdichtungsverhältnis, Gemischzusammensetzung, Luftdruck, Luftfeuchtigkeit, Zündzeitpunkt, Ablagerungen etc.) ab. Damit der Motor störungsfrei arbeitet, muss daher das Oktanzahlangebot des Kraftstoffes so hoch sein, dass der Oktanzahlbedarf des Motors auch bei den ungünstigsten Betriebsbedingungen noch erfüllt wird – beispielsweise kann der Oktanzahlbedarf eines Motors bei Vollgas um 10 Oktanzahlen höher liegen als im Leerlauf. Die Verwendung von oberhalb der Motorspezifikation liegenden Oktanzahlen bringt im Regelfall keine Vorteile. Moderne Motoren mit elektronischer Kennfeldzündung in Kombination mit Klopfsensoren können mit verschiedenen Oktanzahlen bei reduzierter Leistung gefahren werden.
Der Oktanbedarf ist entweder im Tankdeckel oder in der Betriebsanleitung nachzulesen. Die Research-Oktanzahl (ROZ) beschreibt das Verhalten des Kraftstoffes im Motor bei niedrigerer Temperatur und Drehzahl, die Motor-Oktanzahl (MOZ) beschreibt das Verhalten des Kraftstoffes im Motor bei hoher Drehzahl und hohem Temperaturbereich. Man kann hier auch von einem Volllastbereich sprechen, vergleichbar mit einer Autobahnfahrt. Anders als bei uns gibt es in den USA die Werte AON bzw. RON. Berechnet wird dieser durch AON = (ROZ + MOZ) / 2 und unterscheidet sich dementsprechend von den uns bekannten Werten mit 91, 95 oder 98 Oktan.

## Oktanzahlen von Ottokraftstoffen
| Sorte                                     |            | ROZ     | MOZ   | AON     | Anmerkung                                |
| ----------------------------------------- | ---------- | ------- | ----- | ------- | ---------------------------------------- |
| Normal                                    | mindestens | 91      | 82,5  | 86,75   |                                          |
| Super 95 E5                               | mindestens | 95      | 85    | 90      |                                          |
| Super 95 E10                              | mindestens | 95      | 85    | 90      | Kraftstoff mit bis zu 10 % Ethanol       |
| SuperPlus 98                              | mindestens | 98      | 88    | 93      |                                          |
| BP Ultimate Super                         | mindestens | 98      | 88    | 93      |                                          |
| OMV MaxxMotion Super 100plus              | mindestens | 100     | 88    | 94      |                                          |
| Shell V-Power 100+                        | mindestens | 100     | 88    | 94      |                                          |
| Aral/BP Ultimate102                       | mindestens | 102     | 88    | 95      |                                          |
| MoGas                                     | mindestens | 98      | 88    | 93      | Für Flugbetrieb zugelassenes Superbenzin |
| AvGas UL91                                | mindestens | 96      | 91    | 93,5    | Flugbenzin, unverbleit                   |
| AvGas 100LL                               | mindestens | 130     | 100   | 115     | Standard-Flugbenzin, verbleit            |
| Autogas                                   |            | 103–111 | 97–99 | 100–105 |                                          |
| Erdgas                                    | mindestens | 130     |       |         | CNG                                      |
| Ethanol E85 (Kraftstoff mit 85 % Ethanol) | mindestens | 107     |       |         |                                          |
| Formel-1-Benzin                           | maximal    | 102     |       |         | früher bis 108 ROZ                       |

In Österreich hat die OMV AG im Jahr 2004 Super Plus mit 100 ROZ eingeführt, in der Schweiz führt BP auch Super Plus mit 100 ROZ ein. Das ist auch in Deutschland in vielen Fällen bereits umgestellt, zusätzlich wird dort nun Ultimate102 geführt.